# Liste der denkmalgeschützten Objekte in Golling an der Salzach
Die Liste der denkmalgeschützten Objekte in Golling an der Salzach enthält die 11 denkmalgeschützten, unbeweglichen Objekte der österreichischen Marktgemeinde Golling an der Salzach im Bezirk Hallein.

## Denkmäler
| Foto |                 | Denkmal                                                                  | Standort                                             | Beschreibung | Metadaten |
| ---- | --------------- | ------------------------------------------------------------------------ | ---------------------------------------------------- | --- | --- |
| ja   | Datei hochladen | Burg Golling HERIS-ID: 8839 Objekt-ID: 4801                              | Markt 1 Standort KG: Golling                         | Die im 13. Jahrhundert errichtete Burg befindet sich in strategisch wichtiger Lage auf einem durch Felsen gut geschützten Anhöhe oberhalb der Salzach. Sie befand sich lange Zeit im Besitz des Erzbistums Salzburg. Heute ist die große und gut erhaltene Burg ein beliebter Ausflugsort. Seit 1971 beherbergt sie auch ein Museum.                                                | BDA-Hist.: Q1012001 Status: § 2a Stand der BDA-Liste: 2025-06-30 Name: Burg Golling GstNr.: .41 Burg Golling                                                                         |
| ja   | Datei hochladen | ehem. Försterhaus, heute Sport Klieber HERIS-ID: 8842 Objekt-ID: 4804    | Markt 7 Standort KG: Golling                         | | BDA-Hist.: Q38020436 Status: Bescheid Stand der BDA-Liste: 2025-06-30 Name: ehem. Försterhaus, heute Sport Klieber GstNr.: .31                                                       |
| ja   | Datei hochladen | Pfarrhof HERIS-ID: 8850 Objekt-ID: 4812                                  | Markt 73 Standort KG: Golling                        | Der Pfarrhof mit einem Wappen des Erzbischofs Max Gandolf von Kuenburg wurde im 19. Jahrhundert umgestaltet. | BDA-Hist.: Q38020503 Status: § 2a Stand der BDA-Liste: 2025-06-30 Name: Pfarrhof GstNr.: .56                                                                                         |
| ja   | Datei hochladen | Kath. Pfarrkirche hl. Johannes der Täufer HERIS-ID: 8836 Objekt-ID: 4798 | Standort KG: Golling                                 | Die Pfarrkirche steht etwas erhöht im Süden des Ortszentrums. Das zweijochige Mittelschiff und der Chor sind spätgotisch; beide weisen Netzrippengewölbe auf. Die Seitenschiffe wurden im Jahr 1688 angebaut. Der Westturm ist bis zum Glockengeschoß gotisch. Der Wandaufbau des Hochaltars stammt aus dem Jahr 1707, die Seitenaltaraufbauten aus der Mitte des 18. Jahrhunderts. | BDA-Hist.: Q22329860 Status: § 2a Stand der BDA-Liste: 2025-06-30 Name: Kath. Pfarrkirche hl. Johannes der Täufer GstNr.: .74 Saint John the Baptist Church (Golling an der Salzach) |
| ja   | Datei hochladen | Kath. Filialkirche Maria Bruneck HERIS-ID: 8869 Objekt-ID: 4831          | Pass Luegstraße 82, in der Nähe Standort KG: Obergäu | Die Filialkirche ist eine Wallfahrtskirche und wurde von 1764 bis 1766 erbaut. An den Saalraum mit einem kleeblattartigen Grundriss schließt im Osten ein flachbogig geschlossener Chor an. Den Stuck des Innenraumes schuf der Stuckateur Benedikt Zöpf (1765). Die Bronzetüre des Portales gestaltete 1964 das Bildhauerehepaar Anneliese und Josef Zenzmaier.                    | BDA-Hist.: Q20704280 Status: § 2a Stand der BDA-Liste: 2025-06-30 Name: Kath. Filialkirche Maria Bruneck GstNr.: 1/138 Kath. Filialkirche Maria Bruneck                              |
| ja   | Datei hochladen | Struber-Denkmal HERIS-ID: 8871 Objekt-ID: 4833                           | Pass Lueg Standort KG: Obergäu                       | Das Denkmal wurde vom Bildhauer und Schulleiter Hubert Spannring 1898 zu Ehren des Salzburger Freiheitskämpfers Joseph Struber errichtet. Die Inschrift lautet: Den Landesvertheidigern des Pongaues im Jahre 1809 und ihrem Anführer Josef Struber. | BDA-Hist.: Q38021127 Status: Bescheid Stand der BDA-Liste: 2025-06-30 Name: Struber-Denkmal GstNr.: 1/4 Struberdenkmal, Golling                                                      |
| ja   | Datei hochladen | Pass Lueg, Passanlage und -befestigung HERIS-ID: 8870 Objekt-ID: 4832    | Pass Luegstraße 82, südlich Standort KG: Obergäu     | → Hauptartikel : Befestigung Pass Lueg f1 | BDA-Hist.: Q16334248 Status: Bescheid Stand der BDA-Liste: 2025-06-30 Name: Pass Lueg, Passanlage und -befestigung GstNr.: .97, .98 Passanlage und -befestigung, Pass Lueg           |
|      | Datei hochladen | Felsbildstation Expeditionsstein HERIS-ID: 11514 Objekt-ID: 7615         | Bärengrabenriedl KG: Torren GstNr.: 600/63           | An der Felsbildstation Expeditionsstein befinden sich zwölf spätmittelalterliche und frühneuzeitliche Menschendarstellungen, eine Jagdszene mit Hirsch, 14 Tierfiguren und weitere 250 Einzeldarstellungen (Zeichen und Symbole). | BDA-Hist.: Q38103506 Status: Bescheid Stand der BDA-Liste: 2025-06-30 Name: Felsbildstation Expeditionsstein                                                                         |
|      | Datei hochladen | Felsbildstation Bluntautal HERIS-ID: 11513 Objekt-ID: 7614               | Bluntautal KG: Torren GstNr.: 600/29                 | An der Felsbildstation Bluntautal befinden sich spätmittelalterliche und frühneuzeitliche Felsritzbilder, u. a. die einzige mittelalterliche Jagdszene mit Darstellung eines Steinbocks in Österreich, weiters Reiter und rund 20 weitere Darstellungen. | BDA-Hist.: Q38103451 Status: Bescheid Stand der BDA-Liste: 2025-06-30 Name: Felsbildstation Bluntautal                                                                               |
| ja   | Datei hochladen | Kath. Filialkirche hl. Nikolaus HERIS-ID: 8859 Objekt-ID: 4821           | Weißenbachstraße 308, bei Standort KG: Torren        | Schlichte spätgotische Kirche auf einem Konglomeratfelsen. Ehemalige Wallfahrtskirche. Altar und Figuren von Johann Georg Mohr (1715). Orgel aus der 2. Hälfte des 17. Jahrhunderts. | BDA-Hist.: Q17123146 Status: § 2a Stand der BDA-Liste: 2025-06-30 Name: Kath. Filialkirche hl. Nikolaus GstNr.: 694 Filialkirche hl. Nikolaus in Torren                              |
| ja   | Datei hochladen | Kroatenhöhle HERIS-ID: 110867 Objekt-ID: 128625                          | Standort KG: Torren                                  | → Hauptartikel : Kroatenhöhle f1 | BDA-Hist.: Q16632538 Status: Bescheid Stand der BDA-Liste: 2025-06-30 Name: sog. Kroatenhöhle GstNr.: 577/31                                                                         |